# إدوارد هويت
إدوارد هويت (بالفرنسية: Édouard Huet du Pavillon)‏ (و. 1819 – 1908 م) هو عالم نبات، من فرنسا، توفي في جنيف، عن عمر يناهز 89 عاماً.